# Josef-Stalin-Museum

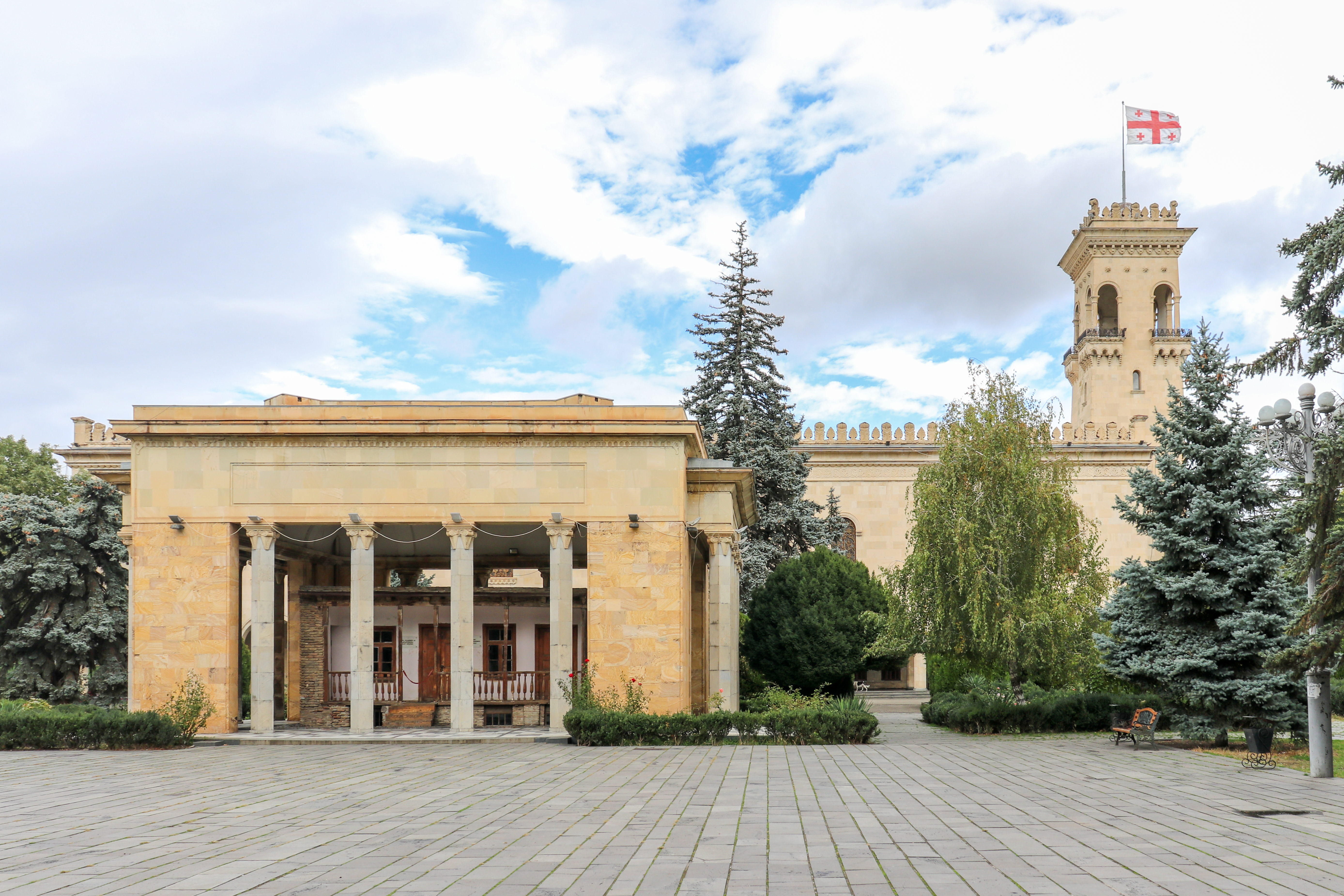
Im Vordergrund Stalins Geburts-„Haus“, im Hintergrund das eigentliche Museum.

Das Josef-Stalin-Museum in Gori, Georgien, der Heimatstadt Josef Stalins, erzählt das Leben des kommunistischen Revolutionärs und Diktators. Stil und Ausdruck des Museums sind von Stalin glorifizierenden Tendenzen geprägt.

## Organisation
Das zentral gelegene, 1957 eingeweihte Museum ist in drei Abschnitte geteilt. 1989 wurde es geschlossen, aber einige Jahre später wiedereröffnet. Heute ist es eine für Gori wichtige Touristenattraktion.

### Stalins Haus
Durch einen griechisch-römisch wirkenden, an einen Tempel erinnernden Pavillon überdacht findet sich auf dem großen Platz vor dem Museum selbst die kleine Hütte, in der Stalin 1878 geboren wurde und in der er mit seinem Vater, dem Schuhmacher Bessarion Dschugaschwili, die ersten Jahre seines Lebens verbrachte.

### Stalin-Museum

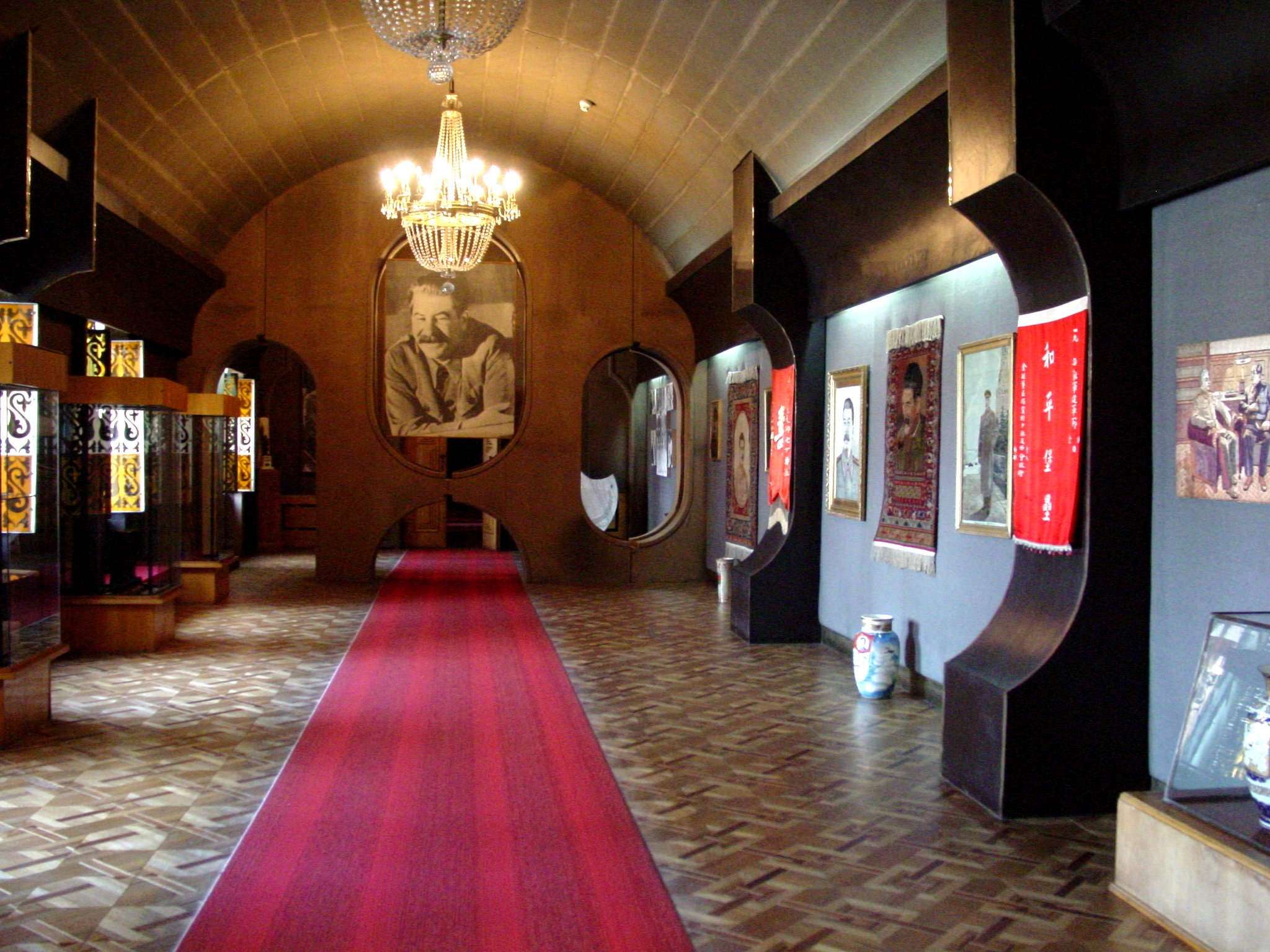
Saal mit Darstellungen Stalins

Das Hauptgebäude des Museumskomplexes ist ein palastartiges Gebäude im Stil der stalinistischen Gotik. Ursprünglich 1951 als Museum für lokale Geschichte begonnen, war es wahrscheinlich von Beginn an als Monument für Stalin geplant, der 1953 starb. Die Ausstellungsstücke sind in ungefähr chronologischer Ordnung über sechs Säle verteilt. Neben Fotografien finden sich hier die Einrichtung von Stalins Büro sowie zahlreiche Geschenke, die der Diktator von Staatsoberhäuptern erhalten hat. Im letzten Saal ist eine der zwölf Todesmasken Stalins in einer sakralen Atmosphäre (2004) ausgestellt.

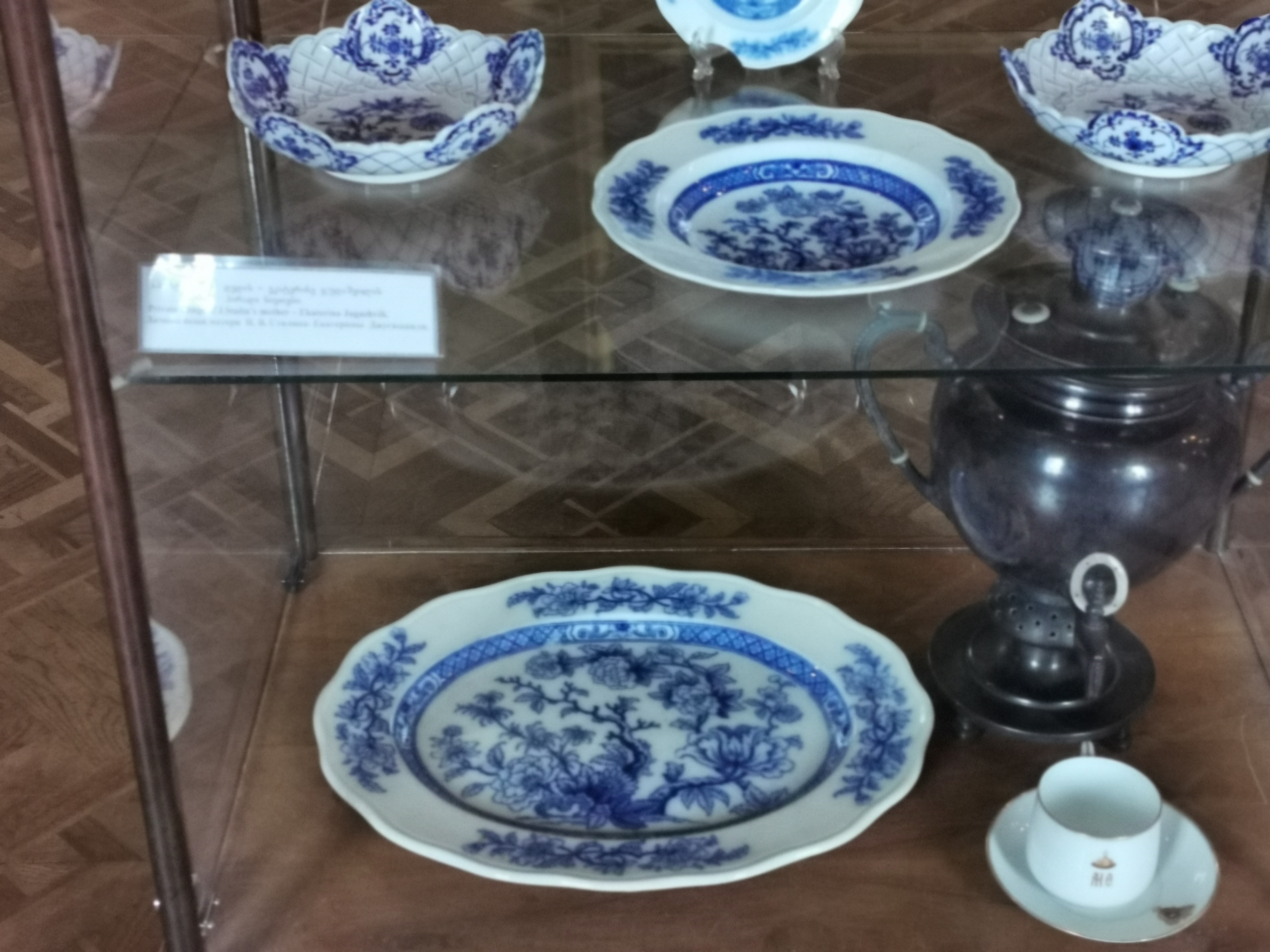
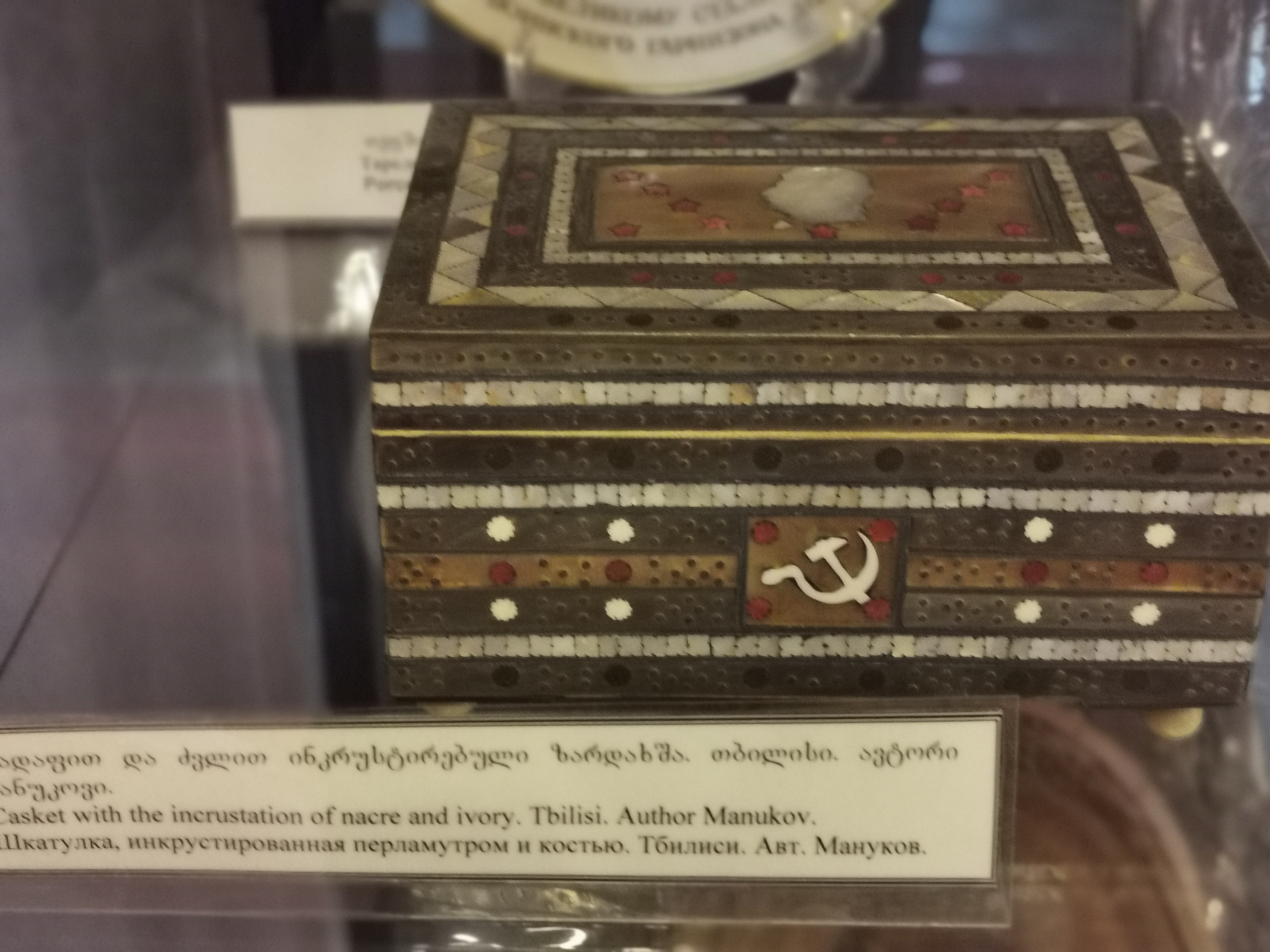
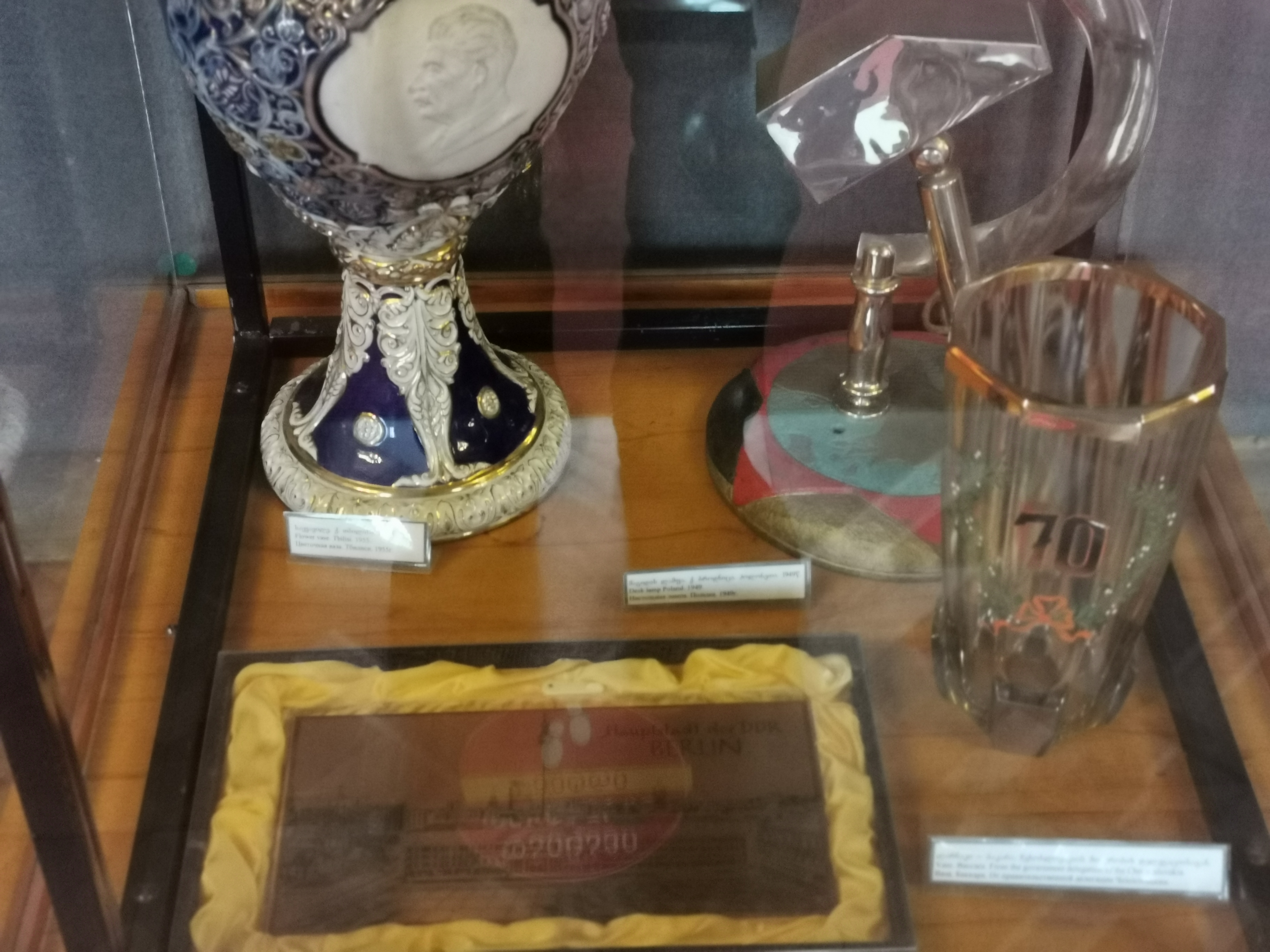
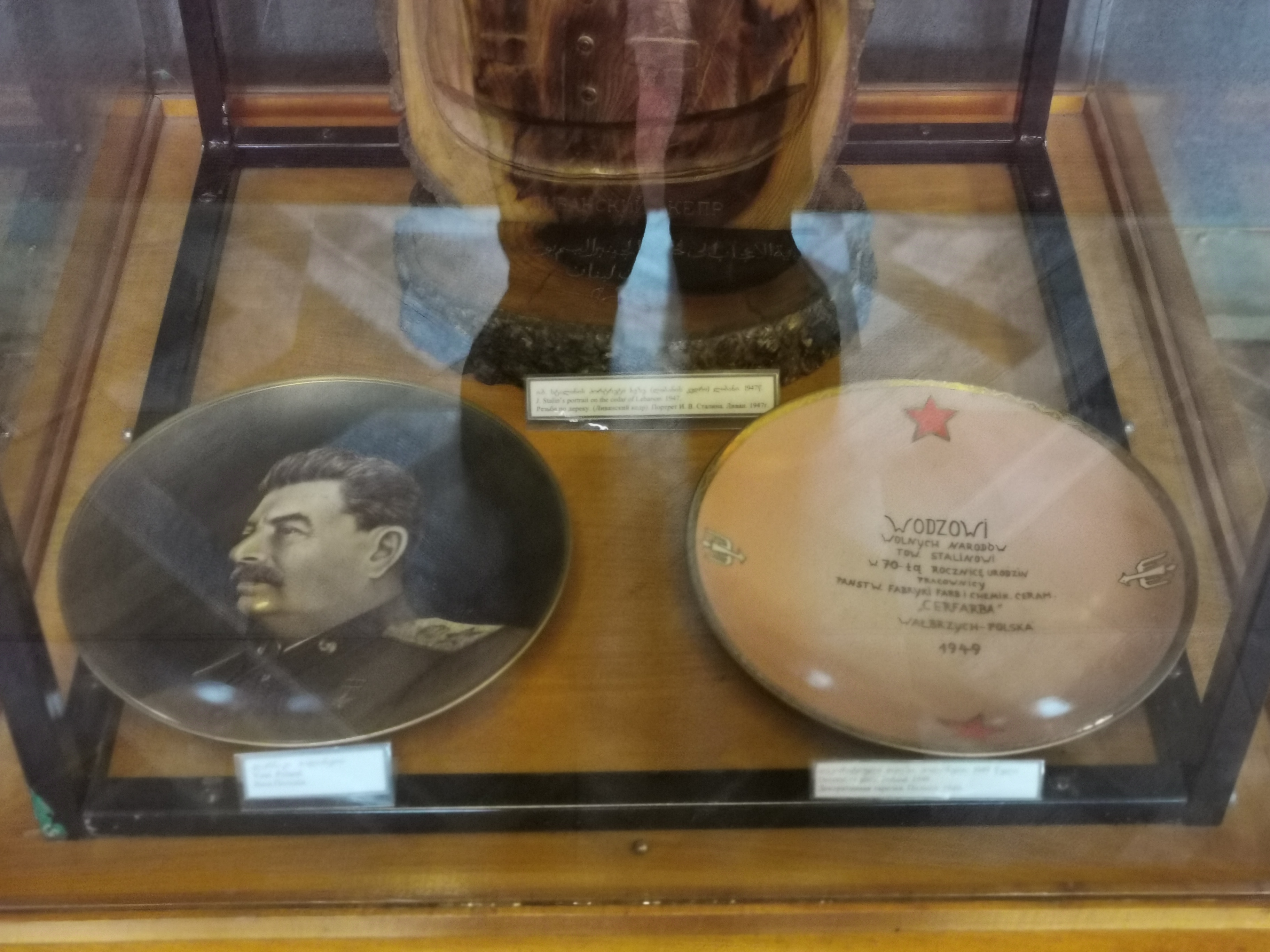
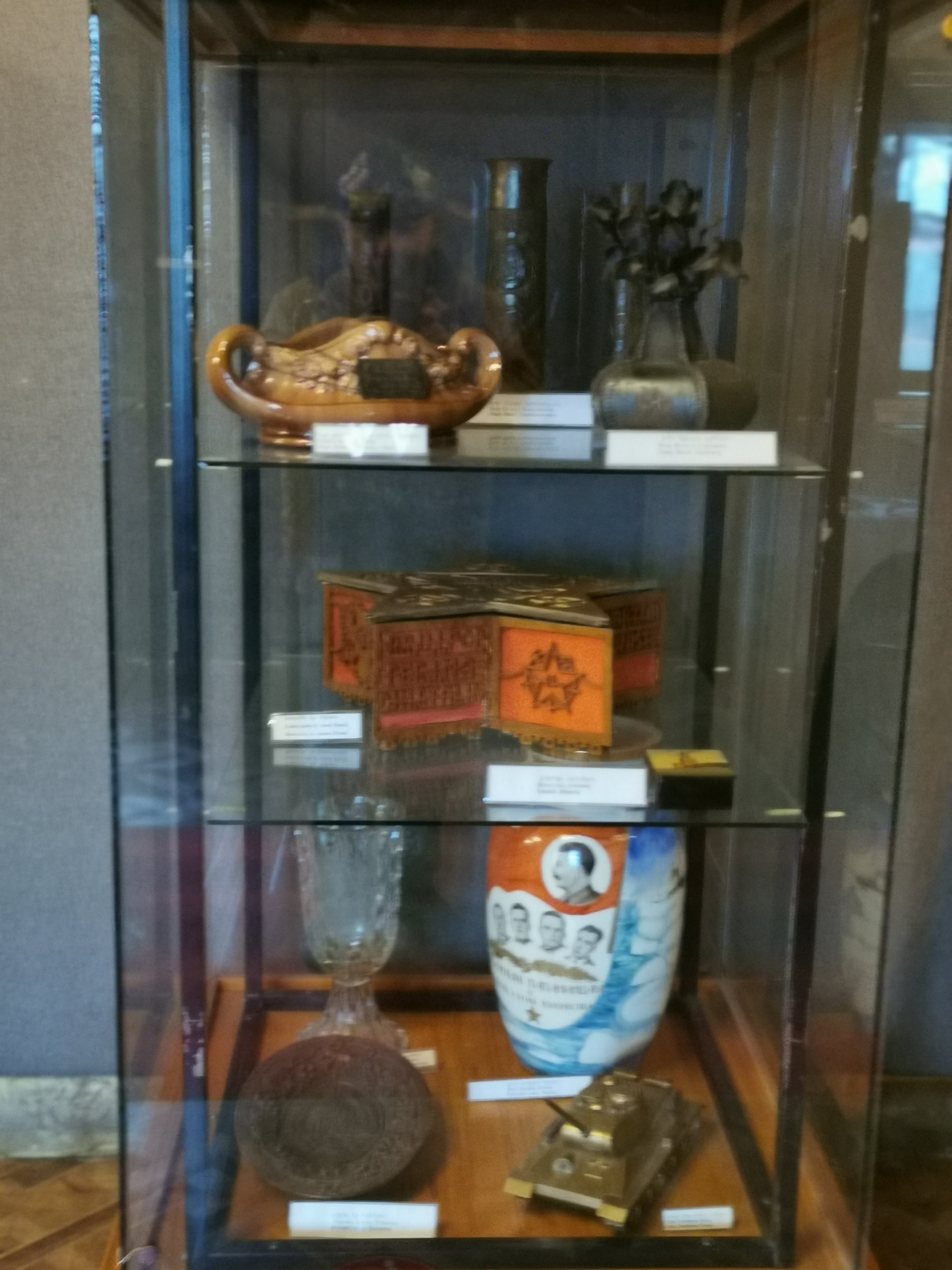

### Stalins Pullman

Stalins Pullman

Neben dem Museum ist Stalins persönlicher Eisenbahnwaggon ausgestellt. Der grüne Pullman-Waggon wurde speziell gegen Attentate verkleidet, wiegt 83 Tonnen und wurde von Stalin ab 1941 genutzt. Er fuhr damit unter anderem zu den Konferenzen von Jalta und Teheran. Der Waggon wurde 1985 dem Museum übergeben.

## Geplante Neugestaltung
Nach dem Kaukasuskrieg 2008 verkündete der georgische Kulturminister Nikolos Vatscheischwili, das Stalin-Museum würde bald in ein „Museum der russischen Aggression“ umgewandelt werden. Über mehrere Jahre hinweg hing ein Plakat über dem Eingang, dessen Aufschrift besagte, dass im Museum Geschichtsverfälschung betrieben und eine Legitimierung eines der blutigsten Gewaltherrscher der Geschichte versucht werde. Im Dezember 2012 stimmte die Stadtverwaltung von Gori allerdings gegen eine Neugestaltung der Ausstellung. Inzwischen wurde auch eine 2010 entfernte Stalin-Statue wieder in der Stadt aufgestellt; die Meinungen zu Stalin sind in Georgien geteilt. Immerhin war der Sowjetdiktator direkt für den Tod unzähliger Georgier verantwortlich. Aber ein gewisser Stolz auf den in die Geschichtsbücher eingegangenen Sohn der Stadt und wirtschaftliche Erwägungen spielen bei den Entscheidungen zur Zukunft des Museums eine immer wichtigere Rolle.